# Фердинанд (супутник)
Фердинанд (англ. Ferdinand) — нерегулярний супутник планети Урана. Обертається у зворотному напрямі.
Названий за іменем персонажа з п'єси Шекспіра «Буря». Також позначається як Уран XXIV.

## Історія відкриття
Вперше супутник було помічено 13 серпня і 21 вересня 2001 року групами астрономів під керівництвом Метью Холмана і Бретта Ґледмана. Проте подальші спроби спостережень довгий час залишалися безуспішними. 24 вересня 2003 року Брайан Марсден ідентифікував цей об'єкт за знімками, зробленими Скоттом Шеппардом спільно з Девідом Джуїттом 29-30 серпня та 20 вересня того ж року. Спостереження, що підтвердили існування супутника, були виконані Холманом 30 вересня. Супутник отримав тимчасове позначення S/2001 U 2. Теперішню назву супутнику було присвоєно 29 грудня 2005 року.

## Орбіта

Ретроградні нерегулярні супутники планети Уран

Фердинанд — найвіддаленіший з відомих супутників Урана. Він обертається у зворотному напрямі орбітою з помірним нахилом, але з великим ексцентриситетом. На діаграмі показані орбітальні параметри нерегулярних супутників Урана із зворотним оберненням (у полярних координатах). Ексцентриситет орбіт виражений відрізками від періцентра до апоцентра.